# Artemeersmolen
De Artemeersmolen is een windmolen in de tot de Oost-Vlaamse gemeente Aalter behorende plaats Poeke, gelegen aan de Artemeersstraat 14.
Deze ronde stenen molen van het type beltmolen fungeert als korenmolen en fungeerde vroeger ook als oliemolen.

## Geschiedenis
De voorganger van deze molen was een, iets verder naar het westen in de gemeente Kanegem gelegen, standerdmolen, die bekend stond als Eekhoutmolen.
De huidige molen werd gebouwd in 1810 en fungeerde aanvankelijk als koren- en oliemolen. In 1886 vond er een zeer ernstig ongeval plaats, waarbij een molenaarsknecht dodelijk werd verwond.
Omstreeks 1914 werd het oliebedrijf gestaakt en werd de betreffende installatie gesloopt. In oktober 1918 liep de molen zware schade op, die echter werd hersteld. Iets na 1931 werd een dieselmotor geïnstalleerd. Het windbedrijf stopte in 1952 en de molen raakte in verval, maar hij werd van 1975-1977 door de toenmalige eigenaar weer in maalvaardige toestand gebracht.
Vanaf 2014 werd de molen in bedrijf genomen als toeleverancier voor bakkerijen, waartoe de maalinstallatie aanzienlijk werd uitgebreid.
- Inventaris van het Bouwkundig Erfgoed (Vlaanderen): 34990